# Mar de Espanha (ort)
Mar de Espanha är en ort i Brasilien.   Den ligger i kommunen Mar de Espanha och delstaten Minas Gerais, i den sydöstra delen av landet, 800 km sydost om huvudstaden Brasília. Mar de Espanha ligger 484 meter över havet och antalet invånare är 9 677.
Terrängen runt Mar de Espanha är kuperad åt sydost, men åt nordväst är den platt. Närmaste större samhälle är Bicas, 16,6 km norr om Mar de Espanha. 
Omgivningarna runt Mar de Espanha är huvudsakligen savann. Runt Mar de Espanha är det glesbefolkat, med 19 invånare per kvadratkilometer.